# 海德堡大学
49°24′37″N 8°42′23″E / 49.41028°N 8.70639°E
海德堡大学，全名鲁普雷希特-卡尔斯-海德堡大学（德語：Ruprecht-Karls-Universität Heidelberg），位於德国巴登-符腾堡州的海德堡市。
1385年10月23日海德堡获得教宗乌尔班六世建立大学的特许，由莱茵普法茲選帝侯魯普雷希特一世於1386年創建，為德国最古老的大学，也是繼布拉格大學與維也納大學之後，於神聖羅馬帝國境内創設的第三所大學。
建校之初即设有神学、法学、医学、哲学四大经典科系。直至1890年，自然科学系才成为第五个独立的科系。現今海德堡大学下发展为12个學院，超過100個學科，分為本科部、研究生部與博士後研究。於2014/2015年冬季班註冊學生人數達30,898人，516位講座教授，教職與研究人員5,603人。海德堡大學向來為德國浪漫主義與人文主義之象徵，每年吸引大批外國學生或學者前來求學或研究，來自130個國家之外國學生約佔學生總數之五分之一，每年約有1,000名博士生獲頒博士學位，其中超過三分之一來自國外。海德堡大學校舍大致分布於老城區、贝格海姆城區與诺伊海姆城區。
海德堡大學為歐洲研究型大學聯盟及科英布拉集團、歐洲大學協會之創始會員，2007年10月19日，德国“精英大学”评选，海德堡大学名列德国九所精英大学之一。之后，在2012年6月、2019年7月揭晓的两轮卓越计划评选中，依旧被评为精英大学。至2017年為止，計有56位諾貝爾獎得主及至少18位萊布尼茨獎得主曾於此求學、任教或研究，為德國乃至於歐洲頂尖之研究型大學。
海德堡大学在各类世界大学排行榜上皆稳居全球前70名内和德国前三名，为德国学术资源最为集中、声譽最佳的前三大高校之一。在2020年“上海交通大学世界大学学术排名”中，名列德国第3，全球第57位。在2021年“《美国新闻和世界报导》的全球大学排名”中，海德堡大学名列德国第2，全球第54位。在2021年泰晤士高等教育世界大學排名中，名列德国第3，全球第42位。在2021年QS世界大学排名中，名列德国第3，全球第64位。

## 历史

### 創校时期
海德堡大学是神圣罗马帝国时代德语区继布拉格大学和维也纳大学之后建立的第三所大学。
海德堡大學之孕育起因為中世紀歐洲地緣政治。普法爾茲地區原無大學，教會與國家統治人才均須遠赴巴黎大學養成。然而於1378年教廷分裂時期，普法爾茨地區歸宗於羅馬教廷，而巴黎大學聽命於亞維儂教宗，故凡於巴黎大學求學者皆不見容於普法爾茨教會，為培植自有人才，由普法尔茨选侯鲁普雷希特一世於1386年依教宗特许筹建，以为分裂的普法尔茨地區建造一思想中心，吸纳外邦人才，服务教会及国家。
建校特許證書於1386年10月1日頒發，現今之校徽即源自當時之大學印信。一批巴黎大學與布拉格大學之學者為逃避戰火與宗教紛爭而遠離家鄉，成為海德堡大學第一批教授，第一任校長即為原巴黎大學教授因根的马西利乌斯。1386年10月18日於聖靈教堂舉行彌撒後，大學弦歌不輟。
初期大學以奥斯定会修道院與方济各会修道院作為教室，為解決校舍不足的問題，選帝侯鲁普雷希特二世驅逐城裡的猶太居民，將其遺留的房舍贈予大學，繼任的統治者鲁普雷希特三世並捐贈資金，以紓解財務困難。聖靈教堂自創校初始即為大學教堂，直至19世纪，彼得教堂成为大学教堂。
雖历任选帝侯均对大学倾注心力，然若必要时，亦干涉大学之自主權，卻因此激發出大學人文主義之思潮，進而由Friedrich der Siegreiche主導重要的大學改革，爭取學術自由。

### 宗教改革时期
尽管马丁·路德于1517年倡导宗教改革，海德堡大学最初未受此影响。不久，大学内路德的支持者将该校变成了德意志西南部的宗教改革中心。选帝侯奥托·亨利改宗新教后，於1556年将大學改造为一所具有加尔文教精神的学校，並延續先前的大學改革。
16世紀後半葉，選帝侯弗里德里希三世更將大學打造為歐洲學術與文化中心，當時的海德堡更被視為德意志的日內瓦，成為加尔文教派重鎮，吸引眾多歐洲各國學者前來講學。1563年，由选帝侯弗里德里希三世主持，汇集了神学系教授和学者思想精华的《海德堡教理问答》编撰而成。除加爾文主義盛行外，後人文主義亦於16世紀末興起，成为了校内仅次于加尔文主义的思想，知名學者如 Paul Schede、Jan Gruter、Martin Opitz、Julius Wilhelm Zincgref及马特乌斯·梅里安。这一黄金时期延续至1618年三十年战争。

### 三十年战争时期
三十年战争重创海德堡大学，教学几经中断。1622年大學內举世闻名的帕勒提那图书馆遭洗劫，珍貴書籍文獻被掠奪至罗马獻給教宗。三十年战争后，大学重建工作又因1693年路易十四指揮法國军队摧毀海德堡而陷于停滞。

### 18世纪
18世紀時，海德堡大學的光芒一度黯淡，发生在校内的反宗教改革，使得海德堡大学丧失了先前具有的崇尚学术自由、大胆质疑、对旧体系批判和抗争的新教精神。大学教職被耶稣会所把持，昔日举世闻名的欧洲学术和文化中心一去不返，取而代之的是呆板、繁琐、枯燥、抹杀一切新思想和独立精神、不得阅读教会罗列的禁书、片面追求华而不实的布道仪式和巴洛克裝飾的教会专属学校。
18世紀末耶稣会被教宗解散后，大学于1773年归遣使会所有。财政上的困境、思想上的禁锢，外加18世纪末不断的革命战争使海德堡大学名声跌落谷底。1712年至1735年，選帝侯任命約翰·布倫尼（Johann Adam Breunig）為建築師，於今日的大學廣場上興建一座行宮，選帝侯之後將行宮贈予海德堡大學，該建築今日被稱為老大學。

### 19世纪
在1806年拿破崙主導的德意志采邑調解中，海德堡併入巴登大公國，开始了大学历史上新的一页。海德堡大学重新改组后，其財務改由国家财政支持。為紀念巴登大公爵卡尔·弗里德里希的貢獻，其名字被加於海德堡大学校名之內，从此大学的全名為“鲁普雷希特-卡尔斯-海德堡大学”，或以拉丁文稱為Ruperto Carola。大学受到新人文主义的影响，同时许多教授和学者也是浪漫主义思潮的追随者。哲学家黑格尔曾于海德堡大學执教两年；施罗塞尔創立了政治史学上的海德堡学派；医学家马克西米利安·约瑟夫·冯·切利乌斯名聞遐邇，更令全欧的患者慕名而至。
海德堡的教授们屹立于自由主义的最前線，许多人还是1848年法兰克福国民议会的议员。1848年革命后，路德维希·霍伊塞尔成为自由国家主义思潮在德意志西南部的代言人。海德堡大学的自然科学系在罗伯特·威廉·本生，古斯塔夫·基尔霍夫及赫尔曼·冯·亥姆霍兹等人的共同努力下闪耀着眩目光辉，19世纪也是海德堡大學以法学研究闻名于世的时代。1886年，海德堡大学慶祝500週年校庆。1900年起，大學開始接受女性學生入學。

### 20世纪
20世紀初期，西南德意志學派的代表性人物威廉·文德尔班與海因里希·李凯尔特任教於海德堡大學。海德堡大学成为極开放的自由主义大学。不仅外国学生人数與日俱增，且體现20世纪初以来的所谓海德堡精神：即由马克思·韦伯及其挚友、神学家恩斯特·特勒尔奇连同其他一批年轻学者所倡导的跨学科領域的对话精神。

### 魏玛共和国时期
魏玛共和国时期的海德堡大学在大批知名学者如卡尔·雅斯佩斯、古斯塔夫·拉德布魯赫、馬克思·韦伯、阿尔弗雷德·韦伯等人的影响下成为了德国民主精神的桥头堡。1930年，當時美國駐德國大使，同時也是海德堡大學校友，雅各布·古尔德·舒尔曼在美国發起捐獻，募集了500,000美元，於大學廣場興建一棟建築，該建築今日被稱為新大學。弗里德里希·共多夫獻詞，讚頌大學献身于鲜活的时代精神，1936年，於新大學大門之上鑲嵌了著名的雅典娜女神像。
魏玛共和時期，國家社會主義興起，一些大學教授如諾貝爾物理學獎得主菲利普·萊納德開始傾向納粹黨，温和主义者埃米爾·岡貝爾迫於壓力，离开了海德堡大学。海德堡在这一时期的学术成就主要為哲学與法学。鲁道夫·冯·科雷尔與維克多·冯·魏茨泽克也以全新觀點開創了医学研究的新局面。馬克思·韦伯的弟弟阿尔弗雷德·韦伯並創建了社會科學研究所，庇護許多猶太學者，並成為魏玛共和国最重要的社會科學研究機構。

### 纳粹德国时期
海德堡大學是第一所宣稱自己為"國家社會主義大學"之德國高等教育機構，纳粹德国的建立导致大学因政治和种族原因驱逐了大批教师和学生，法學家古斯塔夫·拉德布鲁赫與哲學家卡尔·雅斯贝尔斯亦辭去教職，許多學者流亡海外，海德堡大學教授流失人數比率高達四分之一，两位醫學教授Richard Werner與Maximilian Neu更成为納粹血腥暴力的牺牲品。許多狂熱支持納粹的兄弟會参与了在大学广场上发生的1933年德国焚书运动。
納粹時期，矗立於新大學大門之上，象徵智慧的雅典娜女神雕像被拆除，以象徵國家社會主義的德國之鷹取而代之；新大學建築之獻詞“献身于鲜活的时代精神”亦換成了“献身于德意志精神”，狂熱支持納粹的教授與學生對這一口號琅琅上口，1938年支持納粹的軍事史學家Paul Schmitthenner甚至被任命為校長。納粹德國時期寫下海德堡大學校史上最黑暗的一頁。

### 德意志联邦共和国时期
二战结束时，大学已遭到极大的破坏，亟须注入新的理念與求知精神。在反對納粹的政治家Emil Henk奔走下，經與佔領德國的盟軍多次協商後，海德堡大學於1945年復校，成為德國戰後第一所復校的大學。在哲學家卡尔·雅斯佩斯的领導下，海德堡大学制定了新的章程，规定大学“應為真理、正義及人道主义精神奉獻”。復校後第一任校長為醫學教授Karl Heinrich Bauer。德意志联邦共和国於1949年成立後，大學校園大幅擴展，自然科学与部分医学科系位于諾依海姆（Neuenheimer Feld）的新校区，而人文、社会科学院系则仍然保有位于老城的校园。这些改革改变了迄今为止的大学结构。由創校時的四大院系（神学、法学、哲学、医学）發展，至1969年大学已擁有16個學院，學生人數持續增加，為海德堡這小城市注入青春活力。

### 学潮时期
德国的学潮影响在海德堡来得颇晚。运动先是圍繞大学自治的議題。同时海德堡大學一直明确反對越战。在许多会议上还讨论了关于政治代表性的问题，例如学生會参与一般政治活动之權利與定位。部分教授及州政府、基督教民主联盟党的学生组织都大力反对这种权利，而社会主义德国学生联盟及大部分学生团体则支持这一权利。當代政治議題与学生权利在许多會議中反覆辩论，最終保守派學生團體喪失在學生議會的影響力，而是由社会主义德国学生联盟及一些左傾學生社團贏得學生議會的席次。1969年，巴登-符騰堡邦教育部長Wilhelm Hahn下令，700名重裝警察衝入校園逮捕12名學運領袖，並封鎖教室，象徵著終結全德國學運。

### 90年代以来
學運風潮平息後，海德堡大学於科研方面不斷與其他研究中心及大學交流合作，在医学、神经生命科学、物理学、数学、法学与经济学等学科獲得良好的声誉。
海德堡大学在海外如埃及、智利与美国马萨诸塞等地建立了分校，以拓展学校的知名度，為第一所於海外設置分校之德國大學。

## 校區分布

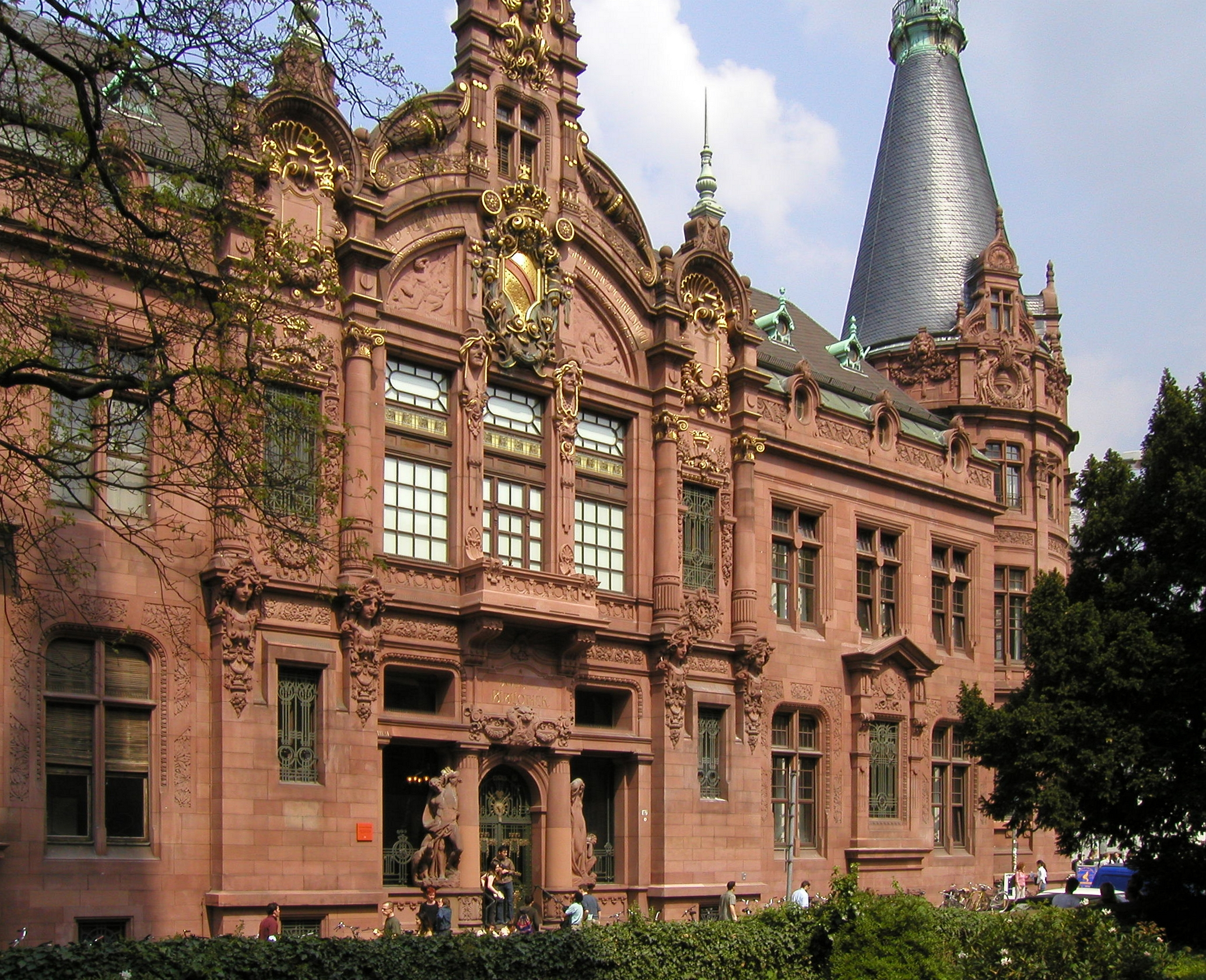
大学主图书馆，1905年建造

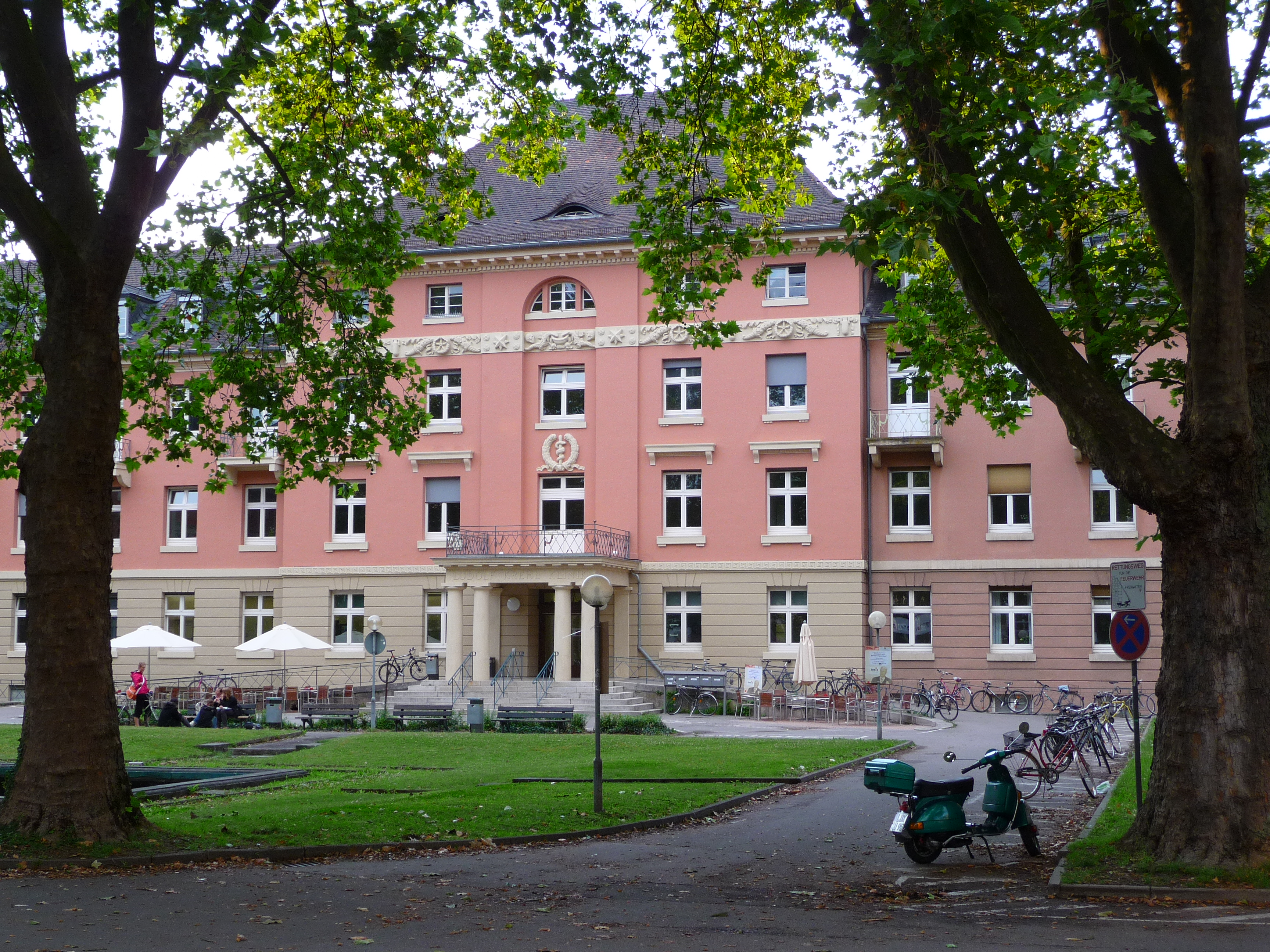
貝格海姆校区建筑

自然科学及大部分医学科系均座落在海德堡新区（Neuenheimer Feld）的新校区，而人文学院、法学院及大学行政管理單位则位于海德堡的老城区，經濟學與社會科學學院自2009年起遷至海德堡的贝格海姆（Bergheim）校區，物理學院則散布於哲學家之路上數棟校舍。其它一些机构散落在海德堡的市区及周边地区。

## 院系构成
如今的鲁普雷希特-卡尔斯-海德堡大学拥有12个學院，是一所在人文、社会、法學、自然、醫學等科学领域全面发展的综合性教学与研究机构。依據波隆那進程，現今大多數院系均有權頒授學士、碩士與博士學位， 惟法律、醫學、牙醫與藥學四系學生依規定仍須通過國家考試，方視為取得學位。

### 人文科学
1. 神学院：  （页面存档备份，存于）
2. 哲学院：  （页面存档备份，存于）
3. 现代语言学院：

### 社会科学
1. 经济学与社会科学院：
2. 行为及文化研究院：

### 自然科学
1. 数学及计算机科学院：  （页面存档备份，存于）
2. 物理学及天文學学院：  （页面存档备份，存于）
3. 化学及地理科学院：  （页面存档备份，存于）
4. 生物科学院：

### 医学
1. 医学院海德堡校總部與大學附設醫院：
2. 医学院曼海姆分部及其附設醫院：[https://web.archive.org/web/20120119121254/http://www.ma.uni-heidelberg.de/

### 法学
1. 法学院：  （页面存档备份，存于）

## 學術研究與教學

### 海德堡大学图书馆
海德堡大學圖書館的歷史可回溯自1386年創校，分別由神學、法學、醫學、哲學等創校四學院圖書館及一座捐贈的圖書館組成，1388年時，第一任校長因根的马西利乌斯並於聖靈教堂建立文獻檔案收藏室。16世紀時，選帝侯奥托·亨利將大學自創校以來持續累積的藏書與選帝侯圖書館合併為帕勒提那图书馆，並連同繼承自奧格斯堡的富格尔家族之圖書，開放給民眾閱讀，成為當時歐洲最重要的圖書館之一。1622年，三十年戰爭的戰火延燒至海德堡，巴伐利亞公爵马克西米利安一世攻破海德堡城，將整座帕勒提那图书馆獻給教宗額我略十五世，大學的研究工作不得不中斷。
1804年，薩勒姆修道院與彼得斯豪森修道院圖書館為重建大學圖書館奠定基礎。1816年，羅馬教廷將帕勒提那图书馆內847部德文文獻歸還給海德堡，1888年，珍貴的中古世紀手抄海德堡歌本回到海德堡大學圖書館。
1901年至1905年大學委託建築師Josef Durm設計，於彼得教堂對面以紅色砂岩興建一座建築，作為大學總圖書館之主體。該建築以文藝復興風格為主，參雜新藝術運動風格。1978年，大學於Neuenheimer Feld校區設立大學總圖分部。除總圖書館外，另有62座各系所圖書館，皆隸屬於大學圖書館體系。大學圖書館之圖書、文獻除供各系所研究、教學外，另肩負收藏普法爾茲地區及巴登大公國歷史文獻之任務，並與德國科學基金會合作，收藏特種圖書如埃及研究資料、考古資料、中古世紀藝術史資料及南亞研究資料等。
大學图书馆總圖藏书超過300多万册、49萬份微縮投影片或擔子資料，及大約6,800部中世紀手抄本。各系所圖書館另有藏書超過300多万册，大學圖書館全部藏書超過600万册。每年逾40,000名學生、教授或研究人員使用圖書館，借閱次書超過150萬次，圖書館並訂閱94,500份電子期刊、雜誌，及建有3,100個資料庫以供查詢。

### 教學
每一學年以4月1日與10月1日劃分為冬季學期與夏季學期，冬季學期課程通常自10月中至2月中，夏季學期課程則自4月中至6月中，除少數例外以外，學生可選擇於冬季學期或夏季學期入學。取得學士學位通常需時6個學期，取得碩士學位需4個學期，博士生取得博士學位一般需花費6個學期。大學部課程分為基礎課程與進階課程，基礎課程應至少修習4個學期，進階課程則為2個學期，且學生於課程期末時應通過考試。

### 申請入學
依據申請人數，各科系分為有名額限制與無名額限制兩類。例如於2006年冬季班，有名額限制之科系共計提供約3,926個名額，錄取率約為16%，大學部申請入學競爭最激烈的科系為醫學、分子生物科學與法學，錄取率分別為3.6%、3.8%與9.1%。申請入學依據申請者之志願、該科系要求之入學條件與高中畢業成績高低篩選。外國學生入學大學部與碩士前應通過德文語言考試，通常碩士要求C1證書，博士入學資格則視各科系規定。

### 學雜費與補助
為使各社會層級的學生皆有機會就讀大學，德國政府極力資助各高等教育機構。自2007年至2012年，海德堡大學曾收取學費每學期約1,200歐元，然而，自2012年起大學免收學費。大學之預算由德國政府、歐盟、各科學研究基金與各方捐贈支持，例如因獲選為德國菁英大學，海德堡大學因而額外獲得150百萬歐元之資金補助科學研究。从2017/18冬季学期开始，巴登-符腾堡州的所有大学对非欧盟国际学生收取1500欧/学期的学费。

### 學術研究
歷來海德堡大學之研究成果如光譜儀與本生燈之發明、化學元素銫與銣之發現、定義沸點、自菸草中析離尼古丁等，及當代精神病學、藥理學、精神遺傳學、環境物理學與現代社會學之發展亦與大學息息相關。將近800顆矮行星、北美洲星雲與哈雷彗星週期也記錄於天文學研究中心，此外，海德堡的學者亦發明生物塑化技術、並成功完成世界第一例造血幹細胞之移植，Harald zur Hausen教授發展出對抗某些癌症的疫苗接種技術，更獲頒諾貝爾醫學獎。
除物理、化學與生命科學外，大學之人文與社會科學亦享有極佳的聲譽。德國科學基金會密切與大學各院系及研究中心合作。

### 國際交流
海德堡大學為歐洲研究型大學聯盟、科英布拉集團與歐洲大學學會之創始會員，並參與七項歐洲學術交換計畫如伊拉斯謨計劃。大學與全球58所大學結為姊妹校，並與236所大學交流。

## 學生生活
學生在大學裡享有多采多姿的體育活動，除球類、田徑項目與水上運動外，另有滑雪、馬術、西洋劍、體操等活動。此外，大學亦有戲劇、交響樂團、合唱團、傳媒、橋藝、棋藝...等學生社團。
海德堡市內有34個大學兄弟會，大多數成立於19世紀，於正式場合時，兄弟會成員會配戴綬帶與帽子，部分兄弟會規定成員需鬥劍。19世紀至20世紀初時，兄弟會在學生生活扮演重要的角色，但今日學生已不盛行加入會社。

## 科研机构
- 醫學技術研究所(IMT)
- 生物化学中心（BZH）
- 生物學研究中心(Bioquant)
- 有機體研究中心
- 社會投資與創新中心(CSI)
- 海德堡美國研究中心(HCA)
- 神经科学跨学科中心（IZN）
- 跨学科科学计算中心（IWR）[6]
- 藥學與分子生物研究所(IPMB)
- 環境物理研究所(IUP)
- Marsilius紀念研究中心(MK)
- 南亚研究所（SAI）
- 資訊研究所(ZITI)
- 海德堡大学分子生物中心（ZMBH）
- 海德堡大學天文學中心(ZAH)
- 海德堡大學跨文化研究中心（HCTS）[7]
- 海德堡大學亞洲與跨文化研究中心（CATS）[8]

## 合作科研机构
- 馬克斯·普朗克天文研究所
- 馬克斯·普朗克核子物理研究所
- 馬克斯·普朗克醫學研究所
- 馬克斯·普朗克外國公法研究所
- 海德堡國際衝突研究所
- 歐洲分子生物實驗室(EMBL)
- 德國國家癌症研究中心(DKFZ)
- 海德堡科學院

## 名人录

### 法学
- 吉欧·耶林内克
- 古斯塔夫·拉德布鲁赫 – 德国著名法学家
- 乔治·冯·西门子（英语：Georg von Siemens） – 德意志银行创办者

### 人文及社会科学
- 黑格尔 – 哲学家，1816-1818执教于该校
- 卡尔·雅斯贝尔斯 – 哲学家，心理学家，1916年起执教于该校
- 伽达默尔 –哲学家，雅斯贝尔斯继任者，1949年起执教于该校
- 迪特 亨利希 哲学家，1965年起执教于该校
- 马克思·韦伯 – 社会学家
- 尤尔根·哈贝马斯 – 社会学家，哲学家，1961-1964执教于海德堡大学
- 弗里德里希·艾伯特 – 魏玛共和国首任总理
- 赫尔穆特·科尔 – 联邦德国前总理
- 約瑟夫·戈培爾 – 纳粹德國國民教育與宣傳部部長
- 约瑟夫·冯·艾兴多夫 – 浪漫派诗人

### 自然科学
- 菲利普·萊納德 – 1905年诺贝尔物理学奖得主
- 阿爾伯特·邁克生 – 1907年诺贝尔物理学奖得主
- 加布里埃爾·李普曼 – 1908年诺贝尔物理学奖得主
- 威廉·維因 – 1911年诺贝尔物理学奖得主
- 海克·卡末林·昂內斯 – 1913年诺贝尔物理学奖得主
- 詹姆斯·法蘭克 – 1925年诺贝尔物理学奖得主
- 馬克斯·玻恩 – 1954年诺贝尔物理学奖得主
- 瓦尔特·博特 – 1954年诺贝尔物理学奖得主
- 魯道夫·穆斯堡爾 – 1961年诺贝尔物理学奖得主
- 約翰內斯·延森 – 1963年诺贝尔物理学奖得主
- 漢斯·德默爾特 – 1989年诺贝尔物理学奖得主
- 沃爾夫岡·克特勒 - 2001年诺贝尔物理学奖得主
- 特奧多爾·亨施 - 2005年诺贝尔物理学奖得主
- 威廉·拉姆齊 – 1904年诺贝尔化学奖得主
- 阿道夫·馮·拜爾 – 1905年诺贝尔化学奖得主
- 奧托·瓦拉赫 – 1910年诺贝尔化学奖得主
- 西奧多·威廉·理查茲 – 1914年诺贝尔化学奖得主
- 弗里茨·哈伯 – 1918年诺贝尔化学奖得主
- 里夏德·庫恩 – 1938年诺贝尔化学奖得主
- 卡爾·齊格勒 – 1963年诺贝尔化学奖得主
- 格奧爾格·維蒂希 – 1979年诺贝尔化学奖得主

### 医学
- 阿爾布雷希特·科塞爾 – 1910年诺贝尔医学奖得主，曾任教于该校
- 奧托·邁爾霍夫 – 1922年诺贝尔医学奖得主，曾任教于该校
- 奧托·海因里希·瓦爾堡 – 1931年诺贝尔医学奖得主，曾就读于该校
- 漢斯·斯佩曼 – 1935年诺贝尔医学奖得主，曾就读于该校
- 弗里茨·阿爾貝特·李普曼 – 1953年诺贝尔医学奖得主，曾在海德堡从事研究
- 塞韋羅·奧喬亞 – 1959年诺贝尔医学奖得主，曾在海德堡从事研究
- 安德列·利沃夫 – 1965年诺贝尔医学奖得主，曾在海德堡从事研究
- 喬治·沃爾德 – 1967年诺贝尔医学奖得主，曾在海德堡从事研究
- 克里斯汀·紐斯林-沃爾哈德 – 1995年诺贝尔医学奖得主，曾在海德堡从事研究
- 艾瑞克·威斯喬斯 – 1995年诺贝尔医学奖得主，曾在海德堡从事研究
- 彼得·曼斯菲爾德 – 2003年诺贝尔医学奖得主，曾在海德堡从事研究
- 伯特·薩克曼 – 1991年诺贝尔医学奖得主，曾任教于该校
- 哈拉爾德·楚爾·豪森 – 2008年诺贝尔医学奖得主，曾任教于该校

### 著名华人校友
- 厉麟似 － 民国文教，外交先驱。
- 冯至 － 诗人，语言学家。
- 徐梵澄 － 哲学家，翻译家。
- 朱青生 － 艺术史学者，北京大学历史系教授，东亚艺术史研究所哲学博士。

### 著名中華民國校友
- 翁岳生 － 前司法院大法官、院長，國立臺灣大學法律學院榮譽教授，法學博士。
- 陳英鈐 － 前中央選舉委員會主委，國立中央大學法律與政府研究所前所長及教授，法學博士。
- 陳敏 － 前司法院大法官，國立政治大學法律學院專任教授，法學博士。
- 施啟揚 － 前司法院院長，法學博士。
- 龍應台 － 作家，評論家，曾任教於該校汉学系。前中華民國文化部部長。
- 尤清 － 前臺灣立法委員、監察委員、臺北縣縣長，法學博士。
- 邱顯智 － 執業律師，中華民國第十屆時代力量立法委員，法學博士候選人，曾參與多起公益義務辯護案件，如洪仲丘事件、全國關廠工人連線抗爭事件、太陽花學運等。
- 王皇玉 － 國立臺灣大學法律學系特聘教授，律師高考及格，曾任公設辯護人。該校法學碩士、博士，專精刑事法、醫療法等領域研究，素有網紅皇玉之稱，專長治水。
- 陳耀祥
- 魏武煉 － 前中華民國職業外交官、駐德國代表，法學博士。